# Nhân khẩu Đế quốc Nhật Bản
Dân số Nhật Bản tại thời kỳ Minh Trị Duy Tân được ước tính là 34.985.000 vào ngày 01 tháng 1 năm 1873, trong khi cơ quan đăng ký chính thức gia đình gốc (本籍, honseki) và de facto (hay hiện tại cơ quan đăng ký (現住, genjū) dân số trên cùng ngày lần lượt là 33.300.644 và 33.416.939. Chúng tương đương với dân số của Anh (31.000.000), Pháp (38.000.000) và Áo-Hung (38.000.000).

## Dân số
Chính phủ Minh Trị đã thành lập hệ thống đăng ký mặc đồng phục của sổ đăng ký gia đình (戸籍 đăng ký gia đình) vào năm 1872, được gọi là Jinshin koseki (壬申戸籍).
| Năm                  | honseki dân số | Loại-A de facto dân số | Loại-B de facto dân số | Dân số ước tính                       |
| -------------------- | -------------- | ---------------------- | ---------------------- | ------------------------------------- |
| 8 tháng 3 năm 1872   | 33,110,796     | 33,238,011             |                        | 34,806,000                            |
| 1 tháng 1 năm 1873   | 33,300,644     | 33,416,939             |                        | 34,985,000                            |
| 1 tháng 1 năm 1874   | 33,625,646     | 33,749,932             |                        | 35,154,000                            |
| 1 tháng 1 năm 1875   | 33,997,415     | 33,997,250             |                        | 35,316,000                            |
| 1 tháng 1 năm 1876   | 34,338,367     | 34,302,068             |                        | 35,555,000                            |
| 1 tháng 1 năm 1877   | 34,628,328     |                        |                        | 35,870,000                            |
| 1 tháng 1 năm 1878   | 34,898,540     |                        |                        | 36,166,000                            |
| 1 tháng 1 năm 1879   | 35,768,547     |                        |                        | 36,464,000                            |
| 1 tháng 1 năm 1880   | 35,929,023     |                        |                        | 36,649,000                            |
| 1 tháng 1 năm 1881   | 36,358,955     |                        |                        | 36,965,000                            |
| 1 tháng 1 năm 1882   | 36,700,079     |                        |                        | 37,259,000                            |
| 1 tháng 1 năm 1883   | 37,017,262     |                        |                        | 37,569,000                            |
| 1 tháng 1 năm 1884   | 37,451,727     | 37,687,645             | 37,451,800             | 37,962,000                            |
| 1 tháng 1 năm 1885   | 37,868,949     | 37,975,069             | 37,704,100             | 38,313,000                            |
| 1 tháng 1 năm 1886   | 38,151,217     | 38,276,376             | 38,147,600             | 38,541,000                            |
| 31 tháng 12 năm 1886 | 38,507,177     | 38,833,415             | 38,530,400             | 38,703,000 (kể từ 1 tháng 1 năm 1887) |
| 31 tháng 12 năm 1887 | 39,069,691     | 39,510,146             | 39,137,100             | 39,029,000 (kể từ 1 tháng 1 năm 1888) |
| 31 tháng 12 năm 1888 | 39,607,234     | 40,105,479             | 39,626,600             | 39,473,000 (kể từ 1 tháng 1 năm 1889) |
| 31 tháng 12 năm 1889 | 40,072,020     | 40,692,808             | 40,076,500             | 39,902,000 (kể từ 1 tháng 1 năm 1890) |
| 31 tháng 12 năm 1890 | 40,453,461     | 40,968,835             | 40,460,300             | 40,251,000 (kể từ 1 tháng 1 năm 1891) |
| 31 tháng 12 năm 1891 | 40,718,677     | 41,268,732             | 40,718,800             | 40,508,000 (kể từ 1 tháng 1 năm 1892) |
| 31 tháng 12 năm 1892 | 41,089,940     | 41,696,847             | 41,083,400             | 40,860,000 (kể từ 1 tháng 1 năm 1893) |
| 31 tháng 12 năm 1893 | 41,388,313     | 42,060,976             | 41,378,600             | 41,142,000 (kể từ 1 tháng 1 năm 1894) |
| 31 tháng 12 năm 1894 | 41,813,215     | 42,430,985             | 41,694,700             | 41,557,000 (kể từ 1 tháng 1 năm 1895) |
| 31 tháng 12 năm 1895 | 42,270,620     | 43,048,226             | 42,225,300             | 41,992,000 (kể từ 1 tháng 1 năm 1896) |
| 31 tháng 12 năm 1896 | 42,708,264     | 43,499,833             | 42,665,300             | 42,400,000 (kể từ 1 tháng 1 năm 1897) |
| 31 tháng 12 năm 1897 | 43,228,863     | 43,978,495             | 43,180,400             | 42,886,000 (kể từ 1 tháng 1 năm 1898) |
| 31 tháng 12 năm 1898 | 43,763,855     | 45,403,041             | 43,716,400             | 43,404,000 (kể từ 1 tháng 1 năm 1899) |
| 31 tháng 12 năm 1899 | 44,270,495     |                        | 44,269,900             | 43,847,000 (kể từ 1 tháng 1 năm 1900) |
| 31 tháng 12 năm 1900 | 44,825,597     |                        | 44,831,300             | 44,359,000 (kể từ 1 tháng 1 năm 1901) |
| 31 tháng 12 năm 1901 | 45,446,369     |                        | 45,404,700             | 44,964,000 (kể từ 1 tháng 1 năm 1902) |
| 31 tháng 12 năm 1902 | 46,041,768     |                        | 45,990,000             | 45,546,000 (kể từ 1 tháng 1 năm 1903) |
| 31 tháng 12 năm 1903 | 46,732,876     | 48,542,736             | 46,588,000             | 46,135,000 (kể từ 1 tháng 1 năm 1904) |
| 31 tháng 12 năm 1904 | 47,219,566     |                        | 47,197,600             | 46,620,000 (kể từ 1 tháng 1 năm 1905) |
| 31 tháng 12 năm 1905 | 47,678,396     |                        | 47,819,300             | 47,038,000 (kể từ 1 tháng 1 năm 1906) |
| 31 tháng 12 năm 1906 | 48,164,761     |                        | 48,451,100             | 47,416,000 (kể từ 1 tháng 1 năm 1907) |
| 31 tháng 12 năm 1907 | 48,819,630     |                        | 49,092,000             | 47,965,000 (kể từ 1 tháng 1 năm 1908) |
| 31 tháng 12 năm 1908 | 49,588,804     | 51,742,486             | 49,318,300             | 48,554,000 (kể từ 1 tháng 1 năm 1909) |
| 31 tháng 12 năm 1909 | 50,254,471     |                        | 50,011,700             | 49,184,000 (kể từ 1 tháng 1 năm 1910) |
| 31 tháng 12 năm 1910 | 50,984,844     |                        | 50,716,600             | 49,852,000 (kể từ 1 tháng 1 năm 1911) |
| 31 tháng 12 năm 1911 | 51,753,934     |                        | 51,435,400             | 50,577,000 (kể từ 1 tháng 1 năm 1912) |
| 31 tháng 12 năm 1912 | 52,522,753     |                        | 52,167,000             | 51,305,000 (kể từ 1 tháng 1 năm 1913) |
| 31 tháng 12 năm 1913 | 53,362,682     | 55,131,270             | 52,911,800             | 52,039,000 (kể từ 1 tháng 1 năm 1914) |
| 31 tháng 12 năm 1914 | 54,142,441     |                        | 53,668,600             | 52,752,000 (kể từ 1 tháng 1 năm 1915) |
| 31 tháng 12 năm 1915 | 54,935,755     |                        | 54,439,400             | 53,496,000 (kể từ 1 tháng 1 năm 1916) |
| 31 tháng 12 năm 1916 | 55,637,431     |                        | 55,224,500             | 54,134,000 (kể từ 1 tháng 1 năm 1917) |
| 31 tháng 12 năm 1917 | 56,335,971     |                        | 56,022,700             | 54,739,000 (kể từ 1 tháng 1 năm 1918) |
| 31 tháng 12 năm 1918 | 56,667,711     | 58,087,277             | 55,662,900             | 55,033,000 (kể từ 1 tháng 1 năm 1919) |
| 31 tháng 12 năm 1919 | 57,233,906     |                        | 56,253,200             | 55,473,000 (kể từ 1 tháng 1 năm 1920) |

Cuộc điều tra dân số quốc gia đầu tiên dựa trên một mẫu dân cư đầy đủ được tiến hành tại Nhật Bản vào năm 1920 và được tiến hành cứ năm năm một lần sau đó. Theo Cục Thống kê của Bộ Nội vụ và Truyền thông, sự phân bố dân số của Nhật Bản từ năm 1920 đến năm 1945 như sau.